# Кирчо Атанасов
Кирчо Георгиев Атанасов е български математик и политик .

## Биография
Роден в град Пловдив на 25 юли 1945 г. Завършва средното си образование в СОУ „Васил Коларов“ в Пловдив през 1963. От 1963 до 1967 година изучва специалност „математика“ в Пловдивския университет „Паисий Хилендарски“. 
Отбива военната си служба през 1969 г. и същата година става учител по математика в гимназия „Димитър Благоев“ в Пловдив. От 1972 г. до 1975 г. е учител в Математическа гимназия в Пловдив. Успоредно с преподавателската си дейност в средните училища преподава и в Пловдивския университет.
През 1975 г. става директор на Образцовата математическа гимназия „Акад. Кирил Попов“ – пост, който заема в продължение на 35 години, до 2010 г.
Прави няколко специализации в сферата на образованието и науката: специализация в ДСО ИЗОТ, двугодишна специализация в ЦИУУ „Организация и управление на средното образование“ (1993); I квалификационна степен по математика, специализация в Ирландия по „Организация и управление на училището“ (1998).
През 2005 г. става почетен гражданин на родния си град.
Създава и ръководи от 2005 до 2009 г. Националната конференция за учители с добри практики „Училището, желана територия на ученика“.
През 2009 г. е награден с почетното звание доктор хонорис кауза на ПУ „Паисий Хилендарски“.
Умира на 7 август 2023 г., на 78-годишна възраст.

### Политическа кариера
В периода 2 септември 2005 – 27 юли 2009 г. е заместник-министър на образованието и науката, а в периода декември 2013 г. – август 2014 г. е народен представител в XLII народно събрание.

### Друга дейност
Атанасов заема различни позиции в професионални и граждански организации:
- 1977 – 1988 г.: член на Академичния съвет на Пловдивския университет
- 1982 – 1986 г.: член на Централното ръководство на Съюза на математиците в България (СМБ)
- 1984 – 1986 г.: член на Съвета за висше образование (СВО) на Министерството на народната просвета
- 1984 – 1986 г.: член на редколегията на списание „Обучението по математика и информатика“
- 1993 г.: съпредседател на българската школа за разумно управление – реинженеринг
- 1993, 1995 г.: член на комисия на МНО за конкурсно разпределение по училища на дарена на България компютърна техника от IBM и Макинтош
- 1995 г.: председател на клуб „Питагор – приятели на Математическа гимназия“.
- 1996 г.: член на „Отворено общество“, Пловдив
- 1998 г.: член на Управителния съвет на СМБ и заместник-председател на секцията в Пловдив на СМБ
- 1999 г.: председател на „Отворено общество“, Пловдив
- 1991 г.: основател и член на УС на Съюза на работодателите в сферата на образованието в България
- 1994 – 2000 г.: съпредседател на УС на Съюза на работодателите в сферата на образованието в България;

## Награди и отличия
- март 1986 г. – с Указ на Държавния съвет на НРБ е удостоен със званието „Герой на социалистическия труд“
- април 1996 г. – с решение на Общинския съвет, Пловдив е удостоен с „Почетна значка“ на град Пловдив
- април 2001 г. – с решение на Общинския съвет, Пловдив е удостоен с „Почетен знак“ на град Пловдив
- 2002, 2004 г. – удостоен с най-високото почетно отличие на МОН „Неофит Рилски“
- ноември 2003 г. – удостоен със званието „Будител на годината“ в Пловдив
- май 2004 г. – удостоен със специалната награда на председателя на Съюза на българските учители като директор на годината
- декември 2004 г. – удостоен със званието „Достоен гражданин на град Пловдив – пример за подражание“
- юни 2005 г. – с решение на Общински съвет, Пловдив е удостоен със званието „Почетен гражданин на Пловдив“
- май 2006 г. – с указ на президента на Република България е награден с орден „Орден Стара планина“ – I степен.[1]